# Авентинський блок
Авенти́нський блок, або Комітет опозиційних фракцій (італ. Secessione dell'Aventino) — антифашистський блок опозиційних партій та політичних угрупувань. Був створений в Італії 1924 після вбивства фашистами Маттеотті. Назву Авентінський блок дано за аналогією з легендою про відхід римських плебеїв (451 до н. е.) на Авентін.

## Передумови створення
Після фальсифікацій виборів 1924 року Маттеотті виступив із заявою про фінансові махінації вищих фашистських сановників. Він готував велике досьє про злочини фашистів, матеріали якого повинні були бути надруковані в Англії та Бельгії. Депутата-соціаліста активно підтримали «пополарі» — представники католицької Народної партії.
10 червня 1924 прямо в центрі Риму Джакомо Маттеотті був викрадений невідомими людьми в цивільному. 16 серпня обезголовлене тіло депутата було знайдено поліцією.
Слідство встановило, що Маттеотті був викрадений бойовиками фашистської міліції. Фашисти не збиралися вбивати депутата, а хотіли його залякати. Але під час викрадення Маттеотті став відчайдушно чинити опір і в запалі бійки один з викрадачів завдав йому удар ножем. Втративши багато крові, депутат помер в машині.
З'ясувалося, що до викрадення Джакомо Маттеотті були причетні високопоставлені чини з найближчого оточення Дуче, у тому числі виконавчий секретар фашистської партії Джованні Марінеллі, керівник бюро друку при прем'єр-міністрі Чезаре Россі, заступник міністра внутрішніх справ Фінці та інші відомі ієрархи.
Викрадення та вбивство популярного парламентарія викликало вибух обурення. На вулицях італійських міст відбувалися багатотисячні мітинги, на підприємствах почалися масові страйки. Фашисти боялися виходити зі своїх будинків, ховали партійні значки, багато приміщень фашистської партії були розгромлені. Уряд втрачало контроль над ситуацією, фашистська міліція розбігалася.
Муссоліні був охоплений панікою. Він бігав по кабінету свого палацу, бив кулаком по голові, кричав, що все скінчилося і «скоро всі ми підемо на дно». Потім Дуче впав у прострацію. «Ситуація нестерпна, — заявив він лідерам фашистських бойовиків, які прибули підтримати свого вождя. — Мені жбурнули під ноги труп».
За наказом Муссоліні були арештовані організатори викрадення Маттеотті, однак це не зупинило хвилю народного обурення. Під загрозою арешту знаходилися вищі ієрархи партії — колишній начальник фашистської міліції Еміліо Де Боно, його наступник Італо Бальбі, спікер палати депутатів Франческо Джунта, заступник міністра внутрішніх справ Діно Гранді.

## Створення блоку
У цей час депутати від нефашистських партій залишили будівлю парламенту і оголосили про створення опозиційної коаліції. Антифашистське об'єднання парламентаріїв стало називатися Авентинським блоком — за назвою пагорба Авентин, який в античні часи був центром політичної партії плебсу, який пішов з римського сенату в знак протесту проти засилля патриціїв. У Авентинський блок увійшли католики, ліберали, демократи, соціалісти і комуністи. Лідерами блоку стали глава лівого крила лібералів Джованні Амендола, секретар партії «пополарі» Альчіде Де Гаспері і віце-секретар Джузеппе Спарато, глава фракції НП Маріо Чінголані, секретар республіканської партії Чіпріан Факкінетті; опозицію підтримали засновник Національної федерації орендарів Маріо Аугусто Мартіні, заступник міністра юстиції Фульвіо Мілані, заступник міністра звільнених територій Умберто Мерлін, колишній військовий міністр Джуліо Родіні, колишній міністр громадських робіт Джузеппе Мікелі та інші впливові політики.
Католицький журнал «Il Popolo» почав кампанію проти фашистського режиму. У журналі були опубліковані документи, що доводили причетність генерала Бальбі і фашистської міліції до вбивства Маттеотті. Головний редактор «Il Popolo» Джузеппе Донаті представив Сенату звинувачення на адресу генерала Де Боно. Ці викриття викликали нову хвилю обурення.
Авентинці звернулися до короля Віктора Еммануїла з проханням про усунення Муссоліні з поста глави уряду. Монарху був представлений спеціальний меморандум, в якому містилися докази причетності оточення Дуче до вбивства депутата. Проте король відмовився прийняти меморандум і лише порадив Муссоліні змінити керівництво МВС.
Більшість авентинців обрало вичікувальну тактику. Навіть наприкінці серпня 1924 року, коли по Італії прокотилася нова хвиля антифашистських мітингів та страйків, лідери Авентинського блоку не зважилися напряму звернутися до народу.

## Розпад
Пасивністю опозиції скористалися фашисти. Дуче, підтриманий королем, протягом осені зміцнив владу і мобілізував загони фашистських бойовиків. Аветинський блок почав розвалюватися. Першими зрадили антифашистський фронт комуністи. Представники компартії відмовилися блокуватися з «буржуазними» депутатами і повернулися у фашистський парламент, щоб «використовувати парламентську трибуну для подальшої боротьби». У грудні фашистський уряд підтримали сенатори-ліберали, які сподівалися зробити Муссоліні «заручником» своєї підтримки.
У самому кінці 1924 року дуче перейшов у наступ. 31 грудня поліція заарештувала опозиційно налаштованих журналістів і провела обшуки у лідерів антифашистських організацій. В результаті опозиційні газети були закриті, розпущені 150 «підривних» групи і заарештовано 111 людей.
3 січня 1925 Беніто Муссоліні заявив в палаті представників: "Настав момент, коли треба сказати: "Досить !… Чаша терпіння переповнилася. Коли стикаються дві непримиренні групи людей, проблему можна вирішити тільки силою ".
Фактично дуче оголосив про введення диктатури. Новий секретар фашистської партії Роберто Фаріначчі, що представляв екстремістське крило ієрархів, організував терор проти демократичних організацій та опозиційних журналістів. Авентинський блок був розігнаний, міністри-нефашисти видалені з уряду, муніципалітети розігнані, а влада на місцях перейшла до рук фашистських префектів і старост.
У листопаді 1926 року режим остаточно покінчив з опозицією: декретом уряду були розпущені всі опозиційні партії і організації, заборонена антифашистська друк. Депутати-авентинці були позбавлені парламентських мандатів, багатьох з них заарештували. Зрада не врятувала й комуністів. Вони теж були вигнані з парламенту і незабаром відправлені до в'язниці.
Згодом згадуючи кризу 1924 року, Беніто Муссоліні зізнався своїм соратникам, що навіть двадцяти рішучих людей вистачило б, щоб змусити його піти у відставку. Однак серед депутатів Авентинського блоку не знайшлося таких лідерів.